# 魯武武河

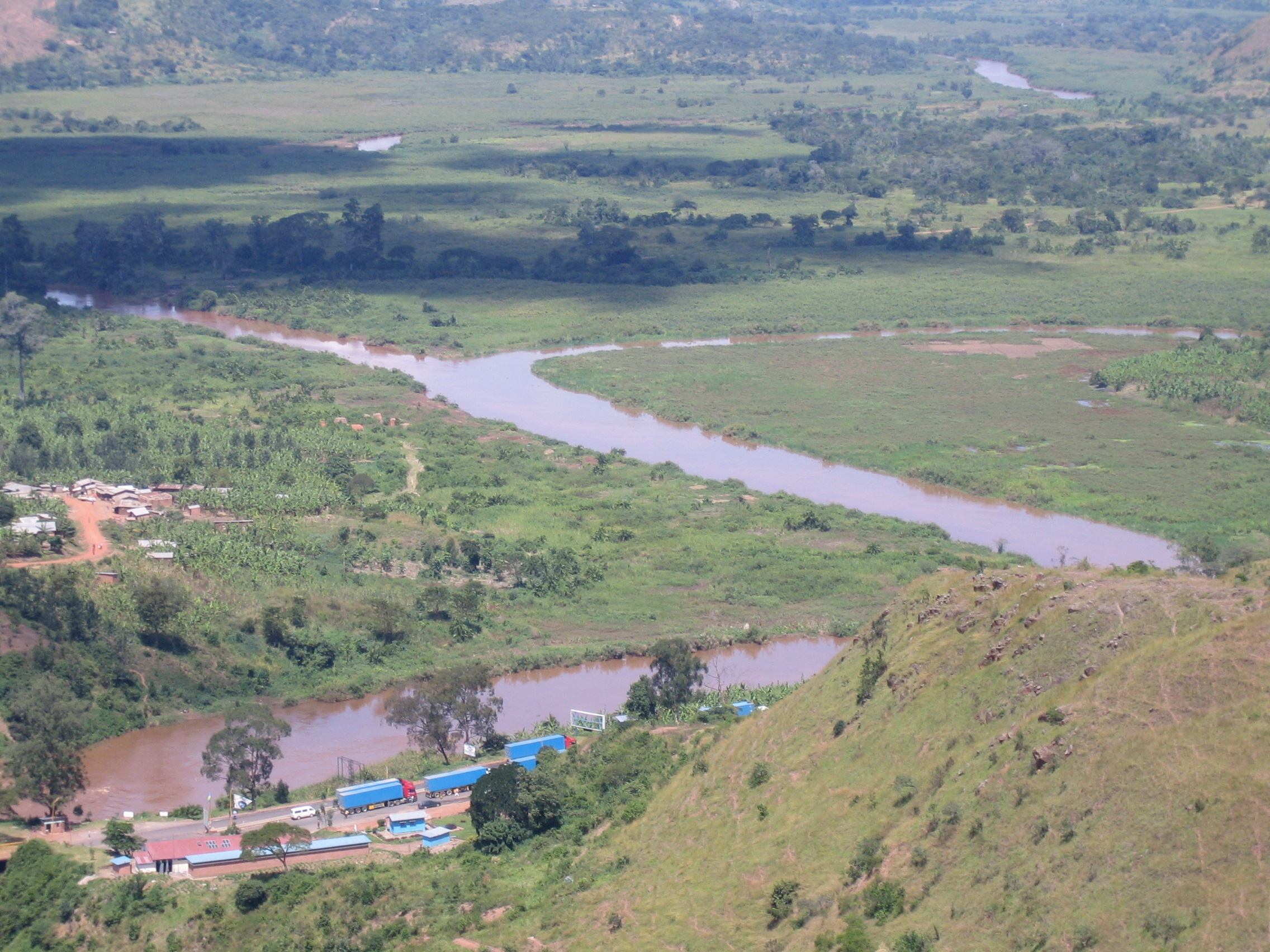
魯武武河（左上）注入卡蓋拉河

魯武武河（英語：Rurubu River）是非洲中部的河流，也是尼羅河源流之一。河道全長約300公里，發源自布隆迪以北卡揚扎附近，在基特加附近與盧維隆沙河匯流後進入魯武武國家公園，最終在坦桑尼亞和盧旺達邊界處注入卡蓋拉河。